# Christophe Bastin
Christophe Bastin (Dinant, 29 december 1968) is een Belgische politicus voor cdH, sinds maart 2022 Les Engagés genaamd.

## Levensloop
Bastin ging naar de kleuterklas en lagere school in Onhaye en naar de middelbare school aan het Collège Notre-Dame de Bellevue in Dinant. Daarna studeerde hij aan de universiteit een jaar biologie en vervulde hij zijn dienstplicht. Hij ging daarna in Brussel bij het Crédit Agricole werken. Ondertussen volgde hij avondonderwijs en behaalde een graduaat in verzekeringen en het diploma van makelaar in beleggingen en kredieten. Van 1991 tot 2010 was hij onderdirecteur van een bankkantoor in Dinant.
In Onhaye werd Bastin actief in het verenigingsleven en leidde hij een jeugdvereniging. Opgemerkt door burgemeester Guillaume de Giey, nam hij in oktober 1994 op diens verzoek deel aan de gemeenteraadsverkiezingen. Hij werd met een sterke persoonlijke score verkozen tot gemeenteraadslid en begin 1995 werd hij onmiddellijk schepen van de gemeente. Ook na de verkiezingen van 2000 bleef hij schepen, hoewel hij al meer voorkeurstemmen had dan lijsttrekker en kandidaat-burgemeester Gérard Cox. Bastin liet om persoonlijke en professionele redenen echter het burgemeesterschap aan Cox. Als schepen was Bastin bevoegd voor onderwijs, jeugd, sport en duurzame ontwikkeling.
Bij de verkiezingen van 2006 telde Onhaye slechts een lijst (ICO), met Cox als lijsttrekker en Bastin als lijstduwer. Bastin haalde opnieuw de meeste voorkeurstemmen en werd ditmaal wel burgemeester van Onhaye. Als burgemeester trad hij in de voetsporen van zijn overgrootvader en oom. Na de gemeenteraadsverkiezingen van 2012 en die van 2018 kon Bastin burgemeester blijven.
Christophe Bastin nam tevens verschillende bestuursmandaten op en was van 2007 tot 2012 bestuurslid bij de sociale kredietmaatschappij La Terrienne in Jambes en van 2007 tot 2013 lid van de raad van bestuur van het Economisch Bureau van de provincie Namen, evenals is hij sinds 2013 bestuurslid bij AIEM, een intercommunale voor waterdistributie in de Molignéevallei. Van 2015 tot 2020 was hij eveneens voorzitter van de voetbalclub CS Onhaye.  
Hij ging ook in de nationale politiek. Bij de federale verkiezingen van juni 2010 werd hij eerste opvolger voor het toenmalige cdH in de kieskring Namen. Begin juli 2010 legde hij de eed af als lid van de Kamer van volksvertegenwoordigers ter opvolging van Maxime Prévot, die zijn mandaat niet opnam. Bastin nam zitting in de commissie Infrastructuur en legde zich toe op mobiliteit en de NMBS. Hij werd tevens tweede ondervoorzitter van de tweede bijzondere commissie over de veiligheid van de spoorwegen naar aanleiding van het treinongeval bij Buizingen in 2010, die in februari 2011 haar bevindingen neerlegde. Bastin zetelde in de Kamer tot in mei 2014. 
Bij de Waalse verkiezingen van mei 2014 was Bastin lijsttrekker in de kieskring arrondissement Dinant-Philippeville. Als gevolg van het systeem van de apparentering raakte hij echter niet verkozen. De partijleiding van het cdH besloot hem vervolgens op te vissen als gecoöpteerd senator. Hij bleef in de Senaat zetelen tot aan de verkiezingen van mei 2019. 
In mei 2019 werd hij wel verkozen in het Waals Parlement en nam hij bijgevolg ook zitting in het Parlement van de Franse Gemeenschap. In het Waals Parlement diende Bastin verschillende voorstellen tot resolutie in inzake internationale betrekkingen, zoals het naleven van sociale, ecologische en gezondheidscriteria en respect voor de democratie, vrijheden en mensenrechten. Ook eiste hij maatregelen om genocidaire misdaden en het vernielen van herdenkingsmonumenten te bestraffen. Als Waals Parlementslid zetelde hij in de commissie Algemene Zaken en Internationale Betrekkingen en was hij van 2022 tot 2024 ondervoorzitter van de commissie Comptabiliteit, die werd opgericht om de controle op de budgetten en de rekeningen van het Waals Parlement te verstevigen. Bij de Waalse verkiezingen van juni 2024 werd Bastin herkozen.